# Arturo Di Napoli
Arturo Di Napoli (ur. 18 kwietnia 1974 w Mediolanie) – włoski piłkarz występujący na pozycji napastnika, a także trener.

## Początki kariery
Jest wychowankiem Interu Mediolan. Wypożyczany kolejno do Acireale Calcio, Gualdo i SSC Napoli skąd w 1997 roku został z powrotem ściągnięty do drużyny Interu i zagrał 7 spotkań nie strzelając żadnej bramki.

## Sprzedaż definitywna
Następnie Arturo znów został wypożyczony, tym razem do Vicenza Calcio jednak w 25 spotkaniach zdobył tylko 6 bramek i Inter decyduje się na sprzedaż definitywną. W styczniu 1999 roku podpisał kontakt z klubem Empoli FC, gdzie zabawił tylko jeden sezon i przeniósł się do SSC Venezia. Spędził tam dwa bezbarwne sezony gdzie w 64 meczach zdobył tylko siedemnaście bramek. Następnym przystankiem było US Palermo jednak i tam nie zabawił długo, tudzież tylko jeden sezon, gdzie w 30 spotkaniach zdobył 8 bramek.

## Messina
Kiedy US Palermo zrezygnowało z zawodnika i stał się wolnym piłkarzem dostał propozycje nie tylko z klubów Serie B i Serie C, ale także od zespołów Scottish Premier League. Ostatecznie wybiera ofertę FC Messina. Kibice tego klubu nadali mu pseudonim „Re Artu” (Król Artur). Dla klubu z Sycylii zdobył 43 bramki w 126 meczach. W Serie A natomiast grał 59 razy i zdobył 15 goli.

## Odrodzenie w Salernitanie
Przed sezonem 2007/08 pragnąca powrotu do Serie B Salernitana zdecydowała się na zatrudnienie zawodnika. Złożył podpis pod obowiązującą trzy lata umową. Zawodnik w 32 meczach zdobył aż 21 bramek i został królem strzelców Serie C1/B.
W kolejnym sezonie, grając dla Salernitany już w Serie B ponownie został najlepszym strzelcem drużyny i zakończył rozgrywki z trzynastoma trafieniami na koncie.

## Osiągnięcia

### Klubowe
- Mistrzostwo Serie C1/B 2007–2008

Salernitana Serie C1 2007–2008

### Indywidualne
- Król strzelców Serie C1/B 2007–2008

Salernitana Serie C1 2007–2008